# Orange-Schneckling
Der Orange-Schneckling (Hygrophorus abieticola, Syn.: Hygrophorus pudorinus non s. orig.), auch Weißtannen- oder Terpentin-Schneckling genannt, ist eine Pilzart aus der Familie der Schnecklingsverwandten (Hygrophoraceae). Die Namen beziehen sich auf die orange (Hut-)Farbe, den Mykorrhiza-Partner Weißtanne sowie den terpentinartigen Geruch und Geschmack.

## Merkmale
Der Hut erreicht Durchmesser zwischen 4 und 15 und vereinzelt bis zu zwanzig Zentimetern Durchmesser. Er ist jung zunächst halbkugelförmig und später flacher gewölbt oder gar abgeflacht und hat einen stumpfen Buckel. Er ist blassorange bis gelb- oder rosa-orange, gegen Mitte hin zunehmend kräftiger gefärbt. Die Huthaut ist nass etwas klebrig, wird jedoch kaum schmierig und nie schleimig. Der Hutrand ist eingerollt.
Der Stiel ist im Wesentlichen zylindrisch und an der Basis teils zugespitzt oder teils auch verdickt geformt mit einer Länge von bis zu zwölf und Durchmessern von bis zu drei Zentimetern. Nass kann er etwas schleimig werden und er ist an der Spitze leicht beflockt. Der Pilz hat einen unterschiedlich starken, unangenehmen Terpentingeruch.
Die Lamellen sind am Stiel angewachsen, teils etwas herablaufend und weißlich bis lachsfarben.
Die Sporen sind hyalin (in Massen betrachtet erscheinen sie weiß), ellipsoid geformt, glatt, 8 bis 12 µm lang und 4,6 bis 6,5 µm dick. Die Basidien (sporentragende Zellen) sind viersporig und er hat keine Zystiden.

## Artabgrenzung
Der Isabellrötliche Schneckling (Hygrophorus poetarum) hat sehr ähnliche Fruchtkörper, riecht jedoch angenehm fruchtig und lebt in Gesellschaft von Buchen.

## Ökologie und Phänologie
Er lebt im Nadelwald und bevorzugt auf kalkhaltigen Böden, wo er eine Mykorrhiza mit Tannen bildet. Er ist in bergigen Lagen Europas anzutreffen und fruchtet von August bis November.

## Bedeutung
Er ist ungiftig und wird teilweise wohl auch gegessen, doch wegen seines unangenehm harzigen (Terpentin-)Geschmacks wird er nicht als Speisepilz empfohlen.

## Systematik
Elias Magnus Fries beschrieb im Jahr 1821 das Taxon Agaricus pudorinus. Die Originalbeschreibung ist sehr knapp und beschreibt einen Schneckling mit rosa Farbtönen aus dem Fichtenwald Schwedens. 1836 überführte er das Taxon in die Gattung Hygrophorus und ordnete es gemeinsam mit den Taxa Hygrophorus erubescens und Hygrophorus purpurascens in die Gruppe Rubentes ein. 1871 ordnete Lucien Quélet dem Taxon Hygrophorus pudorinus den Orange-Schneckling, einen blassorange gefärbten Weißtannenbegleiter, zu. 2014 bestätigten Ellen Larsson und Stig Jacobsson die bereits von German Josef Krieglsteiner vertretene Ansicht, dass in den Fundgebieten, die Fries in seiner Originalbeschreibung von Agaricus pudorinus angab, keine Weißtannen vorkommen und die Zuordnung von Quélet somit fehlerhaft sei. Nach Betrachtung der unveröffentlichten Originaltafel kamen sie zu dem Schluss, dass Fries´ Beschreibung des Taxons Agaricus pudorinus auf den Bitterlichen Purpur-Schneckling zutrifft, der 1975 unter dem Namen Hygrophorus persicolor beschrieben wurde. Folglich ist das lange Zeit für den Orange-Schneckling verwendete Taxon Hygrophorus pudorinus der gültige wissenschaftliche Name für die ehemaligen Arten Hygrophorus persicolor und Hygrophorus fragicolor (der ursprünglich von Hygrophorus persicolor unterschieden wurde, sich jedoch in phylogenetischen Untersuchungen als identisch mit diesem erwies). Der Orange-Schneckling wurde hingegen im Jahr 2008 als Hygrophorus abieticola neubeschrieben.